# World Buskers Festival
Das World Buskers Festival ist ein 10-tägiges internationales Festival der Straßenkünstler, das seit 1993 jährlich Ende Januar in Christchurch, Neuseeland, stattfindet.

## Festival

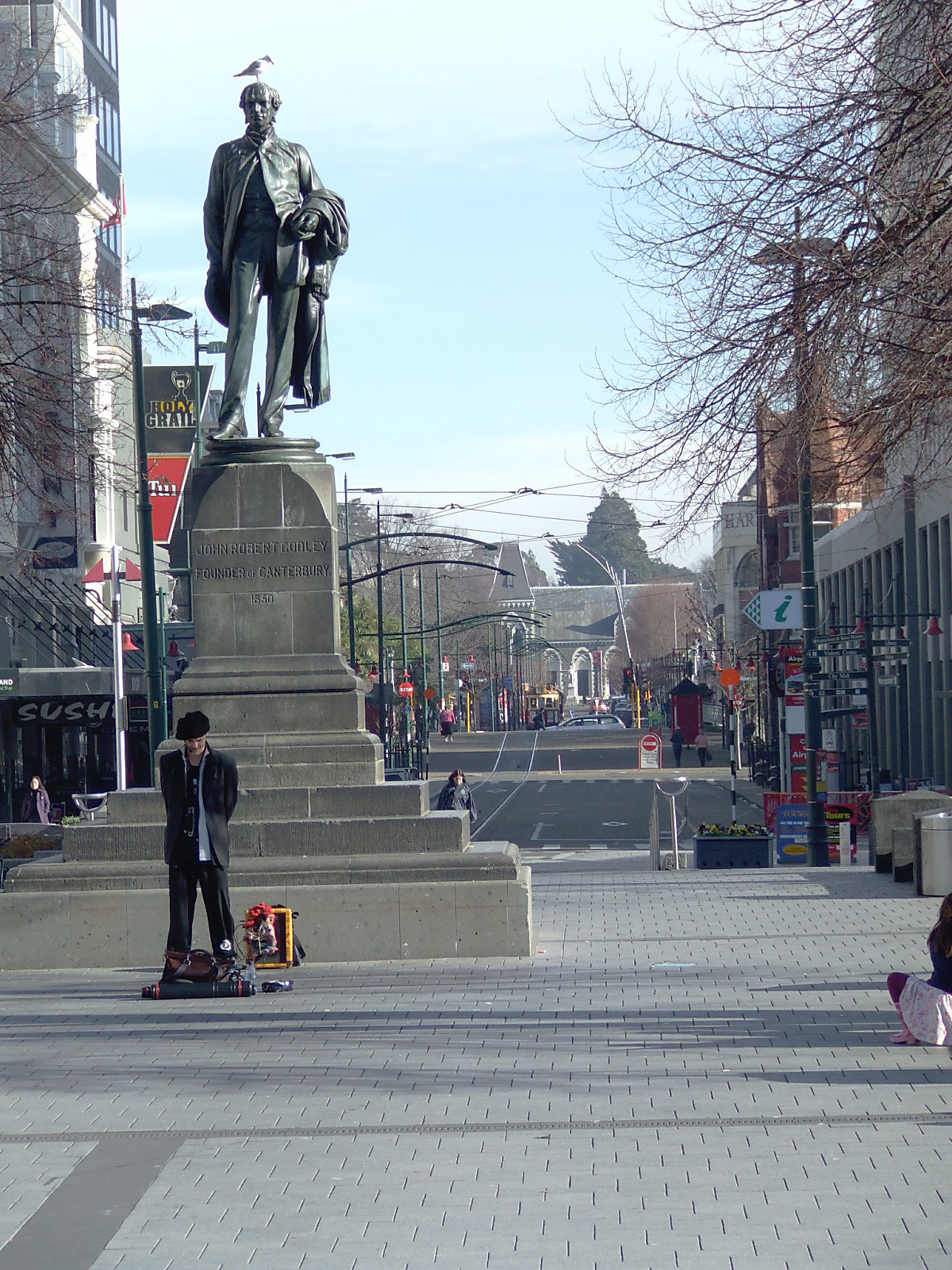
Straßenkünstler auf dem Cathedral Square in Christchurch

Busker ist ursprünglich die englische Bezeichnung für Straßenmusikanten, umfasst aber im Zusammenhang mit dem Festival alle Bereiche der Straßenkunst und des Straßentheaters, wie Jonglage, Akrobatik, Clownerie, Zauberkunst oder Stand-up-Comedy.
Während des Festivals werden auf verschiedenen Bühnen und Plätzen der Stadt hunderte kostenfreier Veranstaltungen von Straßenkünstlern aus aller Welt abgehalten. Im gesamten Innenstadtbereich finden Auftritte statt, besonders auf dem Cathedral Square, dem Victoria Square, im Arts Center und der City Mall. Alle Künstler werden dabei ausschließlich aus freiwilligen Spenden ihres Publikums im Anschluss an den jeweiligen Auftritt bezahlt. In einigen Clubs und im Arts Centre finden abends Veranstaltungen statt, zu denen eine obligatorische Spende als Eintritt erwünscht ist. Diese Veranstaltungen sind außerdem aufgrund der oft anzüglichen Art der präsentierten Comedy und Shows nur für volljährige Besucher zugänglich. 
Auf dem Buskers Festival 2009 gaben offiziell 47 Künstler aus acht Nationen über 400 Performances, jedoch treten jedes Jahr zeitgleich auch zahlreiche Kleinkünstler auf, die nicht zum offiziellen Festivalprogramm gehören. Fünf der neuseeländischen Teilnehmer wurden für die New Zealand Comedy Guild Awards nominiert.

## Besucher
Da das Festival ohne Eintritt in der gesamten Innenstadt stattfindet, sind die genauen Besucherzahlen schwer zu ermitteln. Nach einer Studie des Christchurch City Council zog das Festival 2007 circa 33.000 Besucher an, von denen 26.100 hauptsächlich wegen des Festivals in Christchurch waren. Über 250.000 Menschen nahmen die Vorführungen als Teil des täglichen Lebens in Christchurch wahr. 11,6 % aller auswärtigen Gäste der Stadt gaben das WBF als Hauptgrund ihres Aufenthalts an. 2011 ging die Stadt von ca. 3 Millionen NZ-$ generierten Einnahmen durch das Festival aus. Für 2012 wurden keine Daten erhoben, da das Festival nach den Canterbury Erdbeben nicht im Stadtzentrum stattfand.
Laut dem Lonely Planet Reiseführer gehört das WBF zu den vier profiliertesten Festivals in Neuseeland.